# Delanymys brooksi
Delanymys brooksi é uma espécie de roedor da família Nesomyidae. É a única espécie do género Delanymys.
Pode ser encontrada na República Democrática do Congo, Ruanda e Uganda.
Os seus habitats naturais são: matagal tropical ou subtropical de alta altitude e pântanos. Está ameaçada por perda de habitat.